# Mustangs Płock 2019
Questa voce raccoglie le informazioni riguardanti i Mustangs Płock nelle competizioni ufficiali della stagione 2019.

## Liga Futbolu Amerykańskiego 9 2019

### Stagione regolare
| Varsavia 17 agosto 2019 | Warsaw Mets B | 13 – 6 referto | Mustangs Płock | OSiR Bemowo |

| Płock 25 agosto 2019 | Mustangs Płock | 26 – 12 (0-0 12-12 6-0 8-0) referto | Grizzlies Gorzów Wielkopolski | Stadion Stoczniowca Płock |

| 8 settembre 2019 | Barbarians Koszalin | 14 – 36 referto | Mustangs Płock |  |

| Płock 29 settembre 2019 | Mustangs Płock | 54 – 0 referto | Bydgoszcz Archers | Stadion Stoczniowca Płock |

### Playoff
| Bielawa 16 settembre 2019, ore 12:00 | Bielawa Owls | 28 – 8 referto | Mustangs Płock | Stadion Bielawianka |

## Statistiche di squadra
| Competizione      | %Vittorie | In casa | In casa | In casa | In casa | In casa | In casa | In trasferta | In trasferta | In trasferta | In trasferta | In trasferta | In trasferta | Totale | Totale | Totale | Totale | Totale | Totale |
| Competizione      | %Vittorie | G       | V       | N       | P       | Pf      | Ps      | G            | V            | N            | P            | Pf           | Ps           | G      | V      | N      | P      | Pf     | Ps     |
| ----------------- | --------- | ------- | ------- | ------- | ------- | ------- | ------- | ------------ | ------------ | ------------ | ------------ | ------------ | ------------ | ------ | ------ | ------ | ------ | ------ | ------ |
| Stagione regolare | .750      | 2       | 2       | 0       | 0       | 80      | 12      | 2            | 1            | 0            | 1            | 42           | 27           | 4      | 3      | 0      | 1      | 122    | 39     |
| Playoff           | .000      | 0       | 0       | 0       | 0       | 0       | 0       | 1            | 0            | 0            | 1            | 8            | 28           | 1      | 0      | 0      | 1      | 8      | 28     |
| Totale            | .600      | 2       | 2       | 0       | 0       | 80      | 12      | 3            | 1            | 0            | 2            | 50           | 55           | 5      | 3      | 0      | 2      | 130    | 67     |